# Stokesosauridae
Stokesosauridae è una possibile famiglia estinta di dinosauri theropodi tyrannosauroidi di piccole-medie dimensioni vissuti nel Giurassico superiore-Cretaceo inferiore, circa 150-130 milioni di anni fa (Titoniano-Hauteriviano), i cui resti fossili sono stati ritrovati in Nord America e in Europa.
La famiglia comprende i generi Stokesosaurus, Juratyrant e Eotyrannus, trovati a formare una famiglia tassonomica in uno studio del 2019 incentrato sulla descrizione di Jinbeisaurus.